# Mgławica Kalifornia
Mgławica Kalifornia (znana też jako NGC 1499) – mgławica emisyjna znajdująca się w konstelacji Perseusza. Została odkryta 3 listopada 1885 roku przez Edwarda Barnarda. Kształtem przypomina wybrzeże Kalifornii. Znajduje się w odległości około 1500 lat świetlnych od Ziemi, a rozciąga na przestrzeni około 100 lat świetlnych.
Mgławica Kalifornia podobnie jak Układ Słoneczny znajduje się wewnątrz Ramienia Oriona Drogi Mlecznej na granicy asocjacji gwiezdnej Perseusz OB2. Ze względu na wydłużony kształt ma około 100 lat świetlnych długości. Czerwone światło mgławicy pochodzi od atomów wodoru rekombinujących z dawno utraconymi elektronami, wybitymi w procesie jonizacji przez energetyczne światło gwiazd. Najbardziej prawdopodobnym źródłem światła jest jasna, gorąca oraz niebieskawa gwiazda uciekająca ξ Persei. Znajduje się ona poniżej mgławicy, lekko po prawej stronie zdjęcia obok. Prawdopodobnie gwiazda ta powstała w asocjacji gwiezdnej Perseusz OB2 około 400 000 lat temu, a mgławicę napotkała na swojej drodze zaledwie 100 000 lat temu.